# كوميديا الموقف

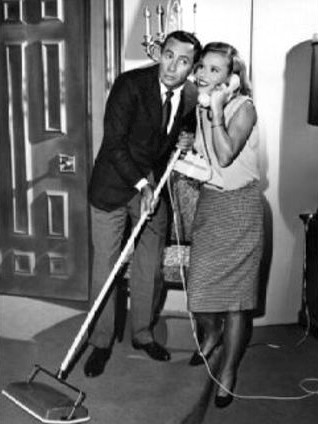
صورة تجسد كوميديا الموقف في فيلم عام 1964

كوميديا الموقف هي نوع من المسلسلات التلفزيونية الكوميدية تتمحور حول مجموعة ثابتة من الشخصيات التي تنتقل في الغالب من حلقة إلى حلقة. بدأت في الولايات المتحدة بالمسلسل الشهير أحب لوسي (بالإنجليزية: I Love Lucy). المسلسل يتكون عادة من عدة حلقات تحتوي على شخصيات وأماكن محددة تدور حولها قصص وأحداث غالباً ما تعالج بطريقة كوميدية هزلية, و الحلقة غالباً ما تعرض في مدة زمنية بين 20 و 25 دقيقة ودائماً ما يتميز هذا النوع بتعدد المواسم للمسلسل الواحد فكلما زادت عدد المواسم دل ذلك على نجاح المسلسل.
دائما ما يتم تصوير هذه المسلسلات في موقع تصوير داخلي حيث يقوم الممثلون بأداء مشاهدهم أمام جمهور حي وأحيانا يتم تسجيل ضحكات الجمهور لإذاعتها كما هي ، وأحيانا أخرى يأتون بالجمهور بعد تسجيل الحلقات ليشاهدوا عرضها ويسجلوا ضحكهم الحي الطبيعي.

## أمثلة

### M*A*S*H
ربما كان البداية الحقيقية لعالم الـ(Sitcom) حيث حقق نجاحاً لا يوازيه نجاح على مستوى التلفاز، بدأ عرض المسلسل لأول مرة في الـ17 من سبتمبر سنة 1972 م واستمر لـ11 موسم، بدأ من خلالها يحقق نجاحات تليها نجاحات حيث في أول موسم له حصل على ترشيحين للغولدن غلوب و 7 ترشيحات لجائزة الايمي , و لم يتوقف عند هذا الحد بل أضاف الجائزتين إلى سجله في السنة التي تليها حيث حقق 4 جوائز ايمي وجائزة غولدن غلوب , و استمر المسلسل يترشح لهاتين الجائزتين حتى نهاية عرضه في سنة 1983, وحقق من خلالها 14 جائزة ايمي و 8 جوائز للغولدن غلوب.
وهذا من جانب الجوائز أما من جانب معدلات المشاهدة فقد حقق المسلسل أعلى معدل مشاهدة للحلقة الأخيرة في تاريخ المسلسلات والبرامج التلفزيونية وذلك بـ 105,9 مليون مشاهد.
و تدور أحداث المسلسل حول فريق من الأطباء ومساعديهم يواجهون الحياة في المستشفى العسكري في مدينة يوجينبو في كوريا الجنوبية حيث كانت تدور الحرب الكورية آنذاك.

### Cheers
بدأ عرض Cheers لأول مرة في نهاية شهر سبتمبر لعام 1982 و استمر لـ11 موسم، تمكن من الترشح والحصول على العديد من الجوائز وأشهر هذه الجوائز كما هو متعارف عليه بالسبة لهذه الفئة الـEmmy و الـGolden Globe حيث تحصل على 26 جائزة Emmy و 6 جوائز للـGolden Globe. كما أنه يسجل كثاني أكثر مترشح للـEmmy بـ 117 ترشيح خلال 11 سنة ويأتي بفارق 7 ترشحات عن أكثر المترشحين وهو المسلسل الدرامي ER. أيضاً Cheers يحتل الوصافة في أعلى معدل مشاهدة للحلقة الأخيرة حيث شاهد الحلقة الأخيرة 80,4 مليون مشاهد.
أحداث المسلسل تدور في بوسطن حيث يدير سام محل شراب ويلتقي بعدد من الأصدقاء والزبائن المعتادين في محله، تظهر من خلال تلك الجمعة بعض الأحاديث والدردشات التي تقدم بقالب كوميدي .

### أمير بيل إير الحيوي
في نهاية الثمانينيات اشتهر ويل سميث كمغني راب تحت اسم «الأمير الحيوي»، لكن ويل كان يعاني من مشكلة مالية حيث كان نوعاً ما (مبذراً) في أمواله وعلى اثر ذلك تراكمت عليه الضرائب حتى أصبح مديناً لمصلحة الضرائب بـ 2,8 مليون دولار، واضطر على اثر ذلك إلى التخلي عن ممتلكاته لمصلحة الضرائب وهذا الأمر يعني إفلاسه. لذلك في عام 1990 وفي عمر الـ21 قرر توقيع عقد مع شبكة الإن بي سي لعرض المسلسل الكوميدي «أمير بيل إير الحيوي» الذي أعاد «ويل» للتوهج، ولم يتوقف الأمر عند ذلك بل جعله من أشهر نجوم السينما!!
تم عرض الحلقة الأولى من المسلسل في الـ10 من سبتمبر 1990 و استمر حتى الـ20 من شهر مايو 1996 قدم من خلالها 6 مواسم تعتبر فترة قصيرة نوعاً مقارنة ببقية المسلسلات لكن مع هذا ترك المسلسل بصمة واضحة، خاصة وأنه مغني لم تكن له أي سابقة في التمثيل، ويعتبر المسلسل من مسلسلات الكوميديا العائلية.
و المسلسل يحكي عن شاب مراهق من شوارع غرب فيلادلفيا (منطقة يكثر فيها الفقراء من ذوي الأصول الأفريقية) و الذي ترسله أمه لعيش عند خالته وزوجها الثري في منطقة بيل إير (تعتبر من أشهر أحياء الأثرياء حالها حال بيفرلي هيلز).

### رجلان ونصف
المسلسل بدأ عرضه في الـ22 من سبتمبر 2003 وما زال مستمر حتى الآن قدم خلال هذه المدة 10 مواسم كاملة. و دارت أحاديث حول إيقاف المسلسل، ويعود السبب إلى ترك تشارلي شين المسلسل بعد نهاية الحلقة الـ19 من الموسم السابع بحجة أن الأجور التي يتلقاها من الشبكة منخفضة (و يبلغ أجره مليون دولار عن كل حلقة) , وعلى الرغم من تمديد شبكة CBS للمسلسل حتى 2012 إلا أن الخلاف مع الممثل تشارلي شين كان قد يؤدي إلى إنهاء المسلسل وأعتقد أن الشبكة بصدد القيام بذلك .
لكن كل هذا لا يلغلي روعة المسلسل حيث أن معدلات المشاهدة لكل موسم لم تقل عن الـ13 مليون مشاهد، أيضاً لا ننسى الجوائز فقد تحصل على 4 جوائز إيمي وترشيحين لجائزة الكرة الذهبية.
المسلسل يحكي قصة تشارلي الذي يفاجأ بأخيه «آلان» الذي يطلب منه السكن لديه هو وابنه «جيك» بعد أن تحصل على الطلاق، و بذلك تنتهي عزوبية تشارلي المرحة ليدخل منعطف آخر في حياته على الرغم من أن ذلك لم يؤثر أو يغير في أفعاله وتصرفاته .
المسلسل تواصل بعد انسحاب الممثل تشارلي شين و استباله بآشتون كوتشر ليلعب في المسلسل دور الملياردير الذي اشترى منزل تشارلي شين الشاطئي والذي دمج بطريقة ممتازة في سيناريو الموسم الأخير

## أمثلة عربية
- ناس ملاح سيتي  الجزائر
- عيلة خمس نجوم  سوريا
- يوميات جميل وهناء  سوريا
- وطن ع وتر  فلسطين
- راجل وست ستات  مصر
- تامر وشوقية  مصر
- عايزة أتجوز  مصر
- الهلالي سلالم  مصر
- كافيه بوذراع  ليبيا
- شوفلي حل  تونس
- نسيبتي العزيزة  تونس
- جمعي فاميلي  الجزائر
- السلطان عاشور 10  الجزائر
- لالة فاطمة  المغرب
- تذكرة داود  الكويت
- خالتي قماشة  الكويت
- الكبير أوى  مصر

## أمثلة أجنبية
- ساينفيلد
- فريندز
- الجميع يحب رايموند
- مالكوم في الوسط
- مسجد صغير على المرج
- كيف قابلت أمك
- رجلان ونصف